# Fruitmuur
Een fruitmuur is een muur die in een fruitboomgaard werd geplaatst om de fruitbomen te beschermen. Fruitmuren werden sinds de middeleeuwen gebouwd waarbij werd geëxperimenteerd met verschillende standen en vormen om de fruitteelt in Nederland te vergemakkelijken.
Bekende vormen van fruitmuren, naar een gewone houten schutting, zijn de slangenmuur, de slingermuur, de retranchementmuur, de meandermuur en de zigzagmuur, welke allemaal uit baksteen opgemetseld zijn. De muren werden naar het zuiden en zuidoosten gericht waarbij de fruitbomen aan de zuidzijde van de muren werden geplaatst. Zo stonden ze optimaal in de zon, de nissen zorgden voor een microklimaat met weinig wind en de stenen gaven nadat de zon weg was lange tijd warmte af. Door deze opstelling hoopte men bevriezing van bloesems in het voorjaar te voorkomen en zo de fruitteelt in het koude Nederland te vergemakkelijken.
Fruitmuren komen vooral in Nederland en Engeland voor.

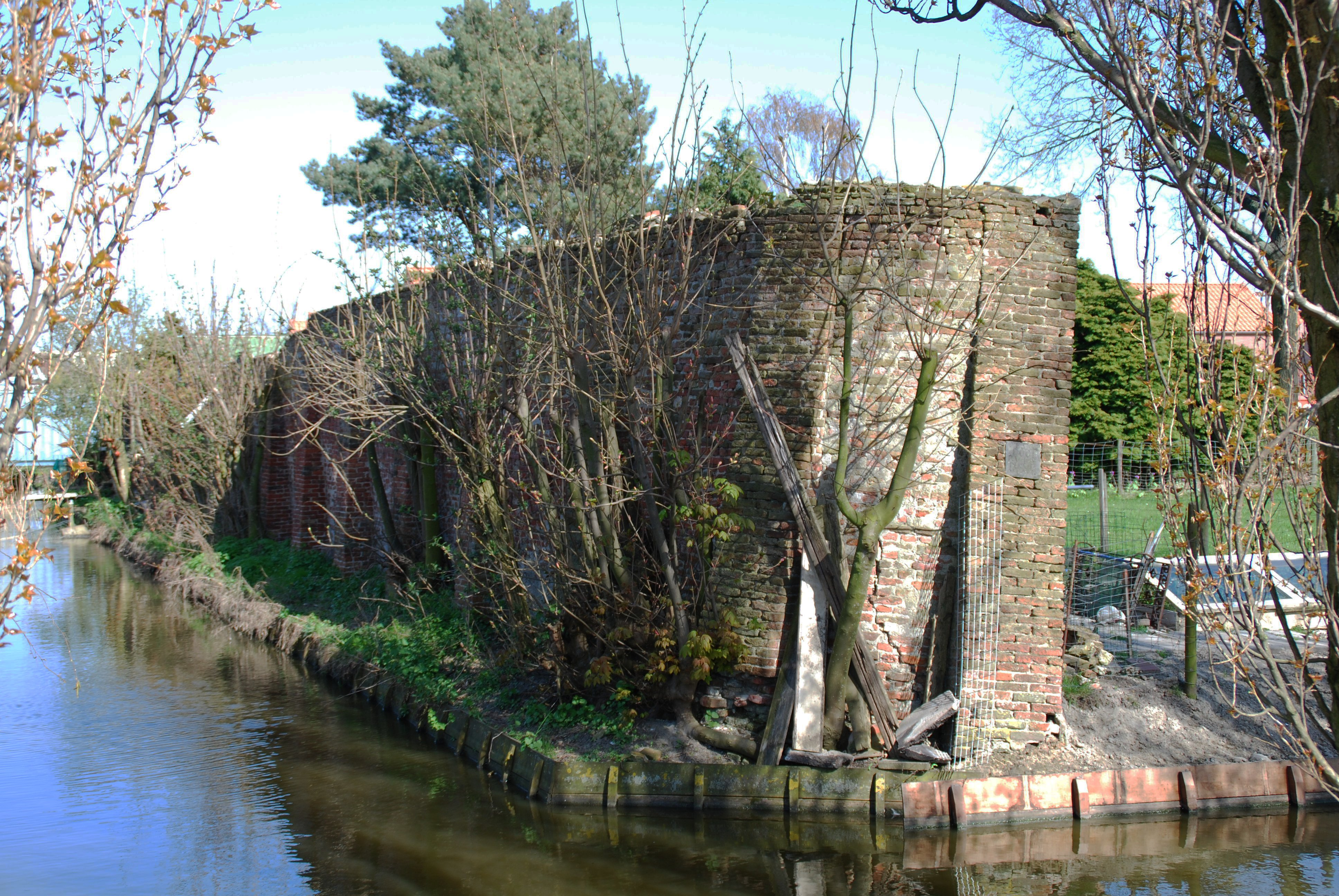
Fruitmuur te Wateringen
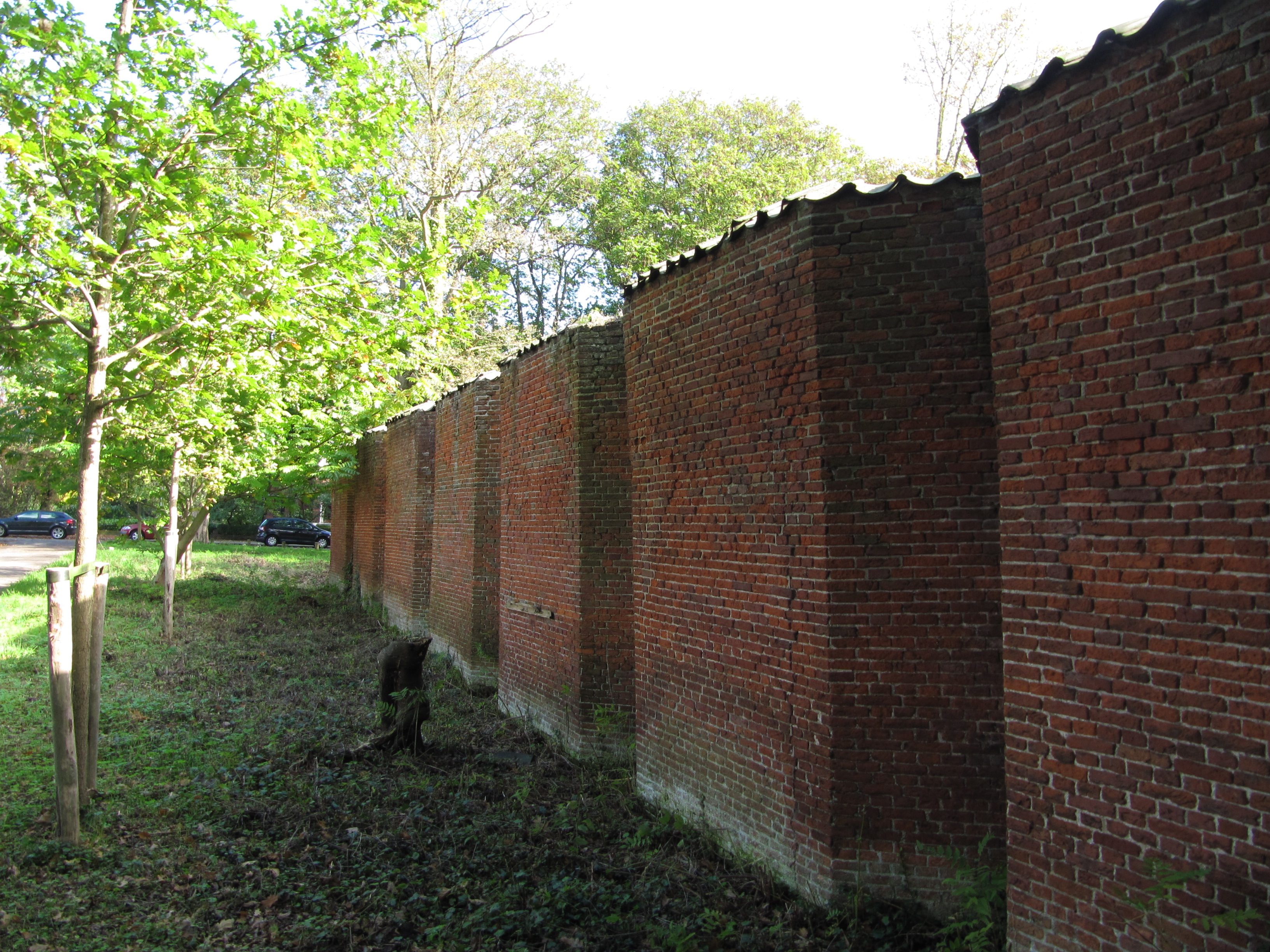
Fruitmuur in Den Haag (retranchementmuur)
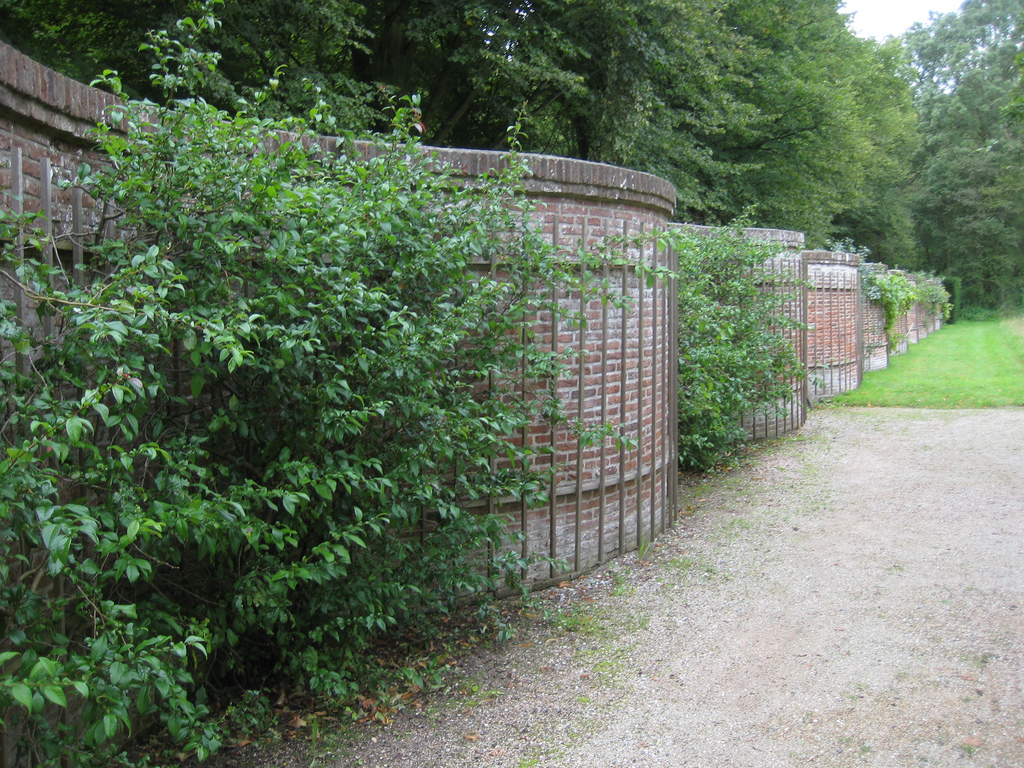
Slangenmuur Beeckestijn
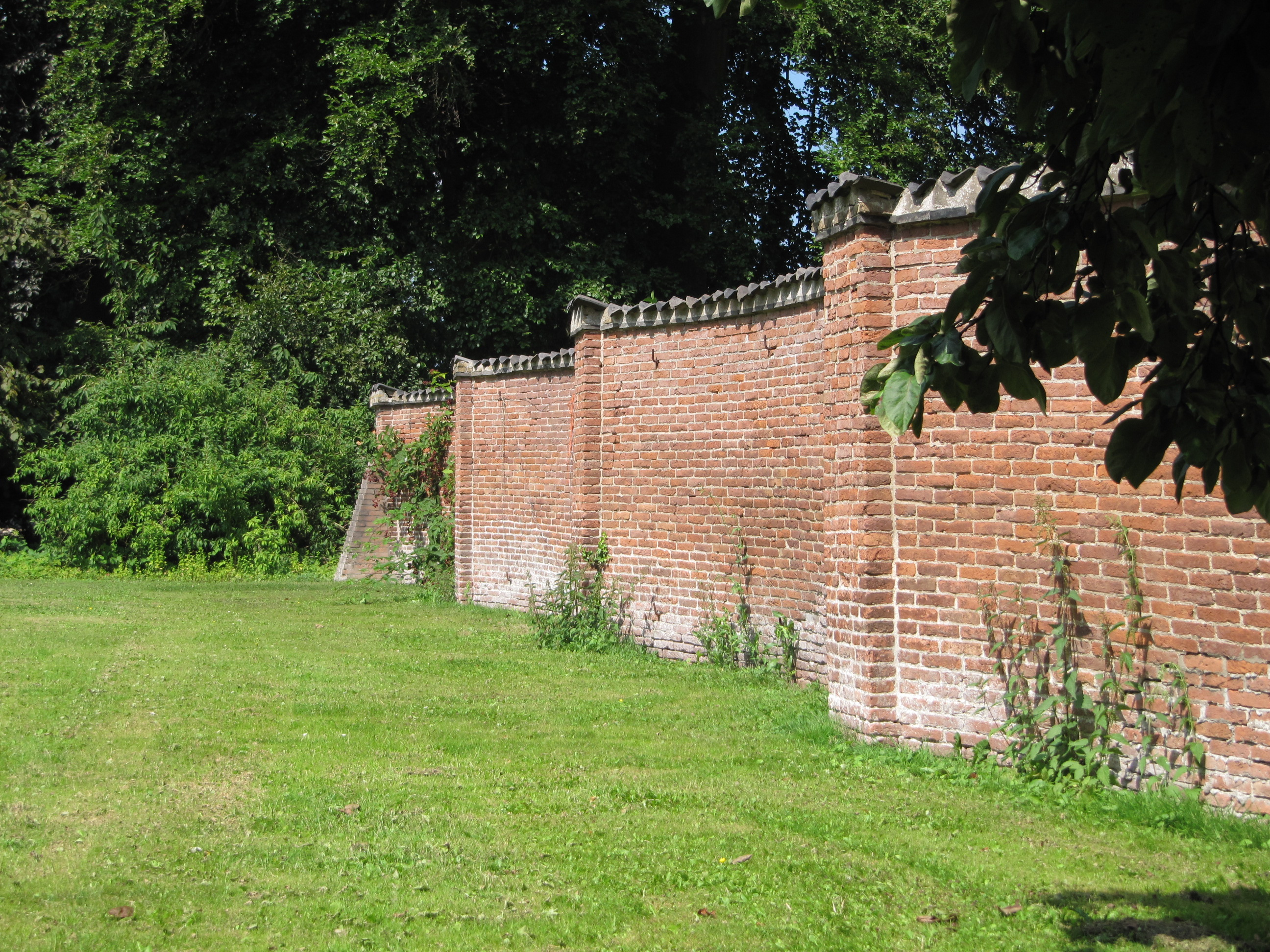
Slingermuur Het Huys ten Donck in Ridderkerk